# Silnice II/600
600 je silniční označení místní komunikace dočasně plnící funkci silnice na území Prahy, která vede ze Slivence do Hlubočep. Je dlouhá 5,5 km. V celé její délce je vedena ulice K Barrandovu. V minulosti bylo toto označení používáno i pro tzv. řepskou tangenciálu, tj. ulici Slánskou v Praze.

## Vedení silnice

### Hlavní město Praha
- Slivenec (křiž. D0)
- Hlubočepy (křiž. MO, I/4)